# Rhopalopsyllidae
Rhopalopsyllidae, porodica kukaca koja čini dio nadporodice Malacopsylloidea u redu Siphonaptera (buha). Sastoji se od dvije potporodice: Parapsyllinae i Rhopalopsyllinae.

### Rodovi
1. Rod Delostichus
2. Rod Ectinorus
3. Rod Eritranis
4. Rod Listronius
5. Rod Parapsyllus
6. Rod Polygenis
7. Rod Rhopalopsyllus
8. Rod Scolopsyllus
9. Rod Tetrapsyllus
10. Rod Tiamastus